# 东蒂罗尔地区马特赖
东蒂罗尔地区马特赖是奥地利蒂罗尔州利恩茨县的一个市镇。总面积277.77平方公里，总人口4667人，人口密度17人/平方公里（2018年）。